# جيمس هاريس (سياسي)
جيمس هاريس (بالإنجليزية: James Harris)‏ هو سياسي أمريكي، ولد في 1832، وتوفي في 1891. حزبياً، نشط في الحزب الجمهوري. وقد انتخب عضو مجلس ولاية كارولاينا الشمالية وانتخب عضو مجلس نواب كارولينا الشمالية.